# مایکل رادی
مایکل رادی (انگلیسی: Michael Rady؛ زادهٔ ۲۰ اوت ۱۹۸۱) یک هنرپیشه اهل ایالات متحده آمریکا است.
از فیلم‌ها یا برنامه‌های تلویزیونی که وی در آن نقش داشته است می‌توان به خواهری از سفر آرزوها و گاردین اشاره کرد.